# Bầu cử sơ bộ
Bầu cử sơ bộ (hay bầu cử chỉ định ứng viên, Tiếng Anh: primary election) là cuộc bầu cử mà ở đó cử tri trong một khu vực nhất định chọn các ứng viên cho một cuộc bầu cử tiếp theo đó. Hay nói cách khác, bầu cử sơ bộ là cuộc bầu cử để một đảng chỉ định các ứng viên cho cuộc tổng tuyển cử sau đó.
Đây là loại hình bầu cử mà chúng ta thường thấy trước khi diễn ra bầu cử tổng thống Mỹ. Các ứng viên tổng thống của một đảng ở Mỹ thông qua cuộc bầu cử sơ bộ tổng thống Mỹ để tìm ra một ứng viên duy nhất của đảng mình để tranh cử tổng thống trong cuộc bầu cử tổng thống.
Ngoài việc dùng các cuộc bầu cử sơ bộ, còn có các cách thức bầu cử khác mà các đảng dùng để chọn ứng viên như họp kín, đại hội đảng,...

## Phân loại
Một số loại hình bầu cử sơ bộ thường được dùng:
- Kín. Các cử tri có thể đi bầu trong một cuộc bầu cử sơ bộ của một đảng chỉ khi họ có tên thành viên của đảng đó.
- Nửa kín. Tương tự như bầu cử sơ bộ kín nhưng cho phép các cử tri độc lập tham gia..
- Mở. Một cử tri ký danh có thể đi bầu ở bất kỳ cuộc bầu cử sơ bộ của đảng nào bất kể người đó thuộc đảng nào.
- Nửa mở. Mỗi cử tri có thể bầu cho từng cuộc bầu cử sơ bộ nào nhưng người ấy phải tuyên bố công khai rằng họ sẽ bầu trước khi vào phòng bỏ phiếu.
- Bao quát (blanket primary) - cho phép cử tri bầu cho một ứng viên cho mỗi một chức vụ bất kể người đó thuộc đảng nào.
- Bầu cử 2 vòng (một dạng dồn phiếu) là cuộc bầu cử sơ bộ ở đó việc bỏ phiếu kín không giới hạn trong một đảng và hai ứng viên dẫn đầu đều tiến đến cuộc tổng tuyển cử bất kể họ thuộc đảng nào.

Đôi lúc, cũng có các hình thức hỗn hợp được dùng.

## Bầu cử sơ bộ trên thế giới
- Bầu cử sơ bộ tổng thống Mỹ.
- Ý.
- Chile.
- Uruguay, từ 1999
- Nam Hàn, 2007
- Armenia